# Volkensinia grandiflora
Volkensinia grandiflora är en amarantväxtart som beskrevs av Karl Suessenguth. Volkensinia grandiflora ingår i släktet Volkensinia och familjen amarantväxter. Inga underarter finns listade i Catalogue of Life.